# 阳光路上 (电视剧)
《阳光路上》是孙海英、于慧、刘永生、张立主演的现代农村爱情剧，导演孙沙。

## 剧情
根据中国吉林省四平市梨树县的真实故事改编。
2000年，全国第一个“农民专业合作社”在吉林省梨树县建立，梨树县卫生局局长张信把这个写出了剧本，就拍成了电视剧。
该剧讲述了吉林省梨树县农村妇女柳春香在卖猪、买化肥的过程中吸取教训，组织农民建立“农民专业合作社”，以帮助大家发家致富。

## 演出
| 演员   | 角色     | 备注               |
| 孙海英 | 钱罐子   | 爱财如命           |
| 于慧   | 柳春香   | 性格泼辣、敢说敢做 |
| 刘永生 | 杨树根   |                    |
| 张立   | 培老转儿 |                    |
| 刘冠言 | 马凡     |                    |
| 姜文艺 | 王大印   |                    |
| 钟小丹 | 李淑芳   |                    |
| 旭东升 | 肖进     |                    |

## 制作
该剧在2011年6月开机拍摄，孙海英出演大反派。